# Epiplema buruana
Epiplema buruana är en fjärilsart som beskrevs av Holland 1900. Epiplema buruana ingår i släktet Epiplema och familjen Uraniidae. Inga underarter finns listade i Catalogue of Life.